# Кастеллинальдо
Кастеллинальдо (итал. Castellinaldo) — коммуна в Италии, располагается в регионе Пьемонт, в провинции Кунео.
Население составляет 877 человек (2008 г.), плотность населения составляет 125 чел./км². Занимает площадь 7 км². Почтовый индекс — 12050. Телефонный код — 0173.
Покровителем коммуны почитается святой Далмаций из Педоны, празднование 5 декабря.

## Демография
Динамика населения:

## Администрация коммуны
- Официальный сайт: